# جوينداف إيفانز
جوينداف إيفانز (بالإنجليزية: Gwyndaf Evans)‏ مواليد 4 يونيو 1959، هو سائق راليات بريطاني بدأ مسيرته في سنة 1987. شارك في بطولة العالم للراليات.

## فرق مثلها
- شركة فورد
- إم جي
- ميتسوبيشي موتورز

## روابط خارجية
- جوينداف إيفانز على موقع eWRC-results.com (الإنجليزية)